# Mónica Ayos

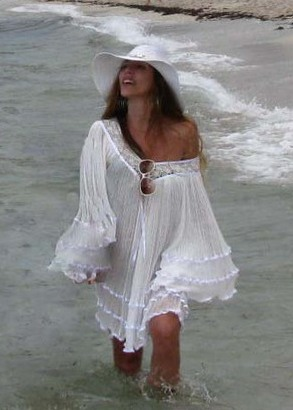
Mónica Ayos (2010)

Mónica Ayos Crámer (* 19. Juni 1974 in Buenos Aires) ist eine argentinische Schauspielerin.

## Leben
Mónica Ayos Crámer ist eine Tochter von Víctor und Mónica Ayos; beide traten im Showbusiness und in Musicals auf. Sie ist mit Diego Olivera verheiratet und hat zwei Kinder, Federico und Victoria.
2005 wurde Ayos als beste Schauspielerin im Film Amor en custodia erstmals für den Martín-Fierro-Preis nominiert. Ein Jahr später wurde sie erneut nominiert, diesmal als beste Schauspielerin im Film Sos mi vida. Im Jahre 2008 wurde Ayos für den Premio Cóndor de Plata als beste weibliche Schauspielerin im Film La señal nominiert. Im Jahr 2006 wurde sie auf dem Cover der mexikanischen Ausgabe des Playboy abgebildet.

## Filmografie
- Panadería "Los Felipe"
- Tres de Corazones
- 2006–2007: Sos mi vida
- 2008–2009: Por amor a vos
- 2009–2010: Herencia de amor
- 2010–2011: Triunfo del amor
- 2011: Volver al ruedo
- 2012–2013: Dulce Amor
- 2015–2016: Antes muerta que Lichita
- 2016: Las amazonas
- 2017: Madraza
- Seit 2020: Eine Frau räumt auf